# Rohrbach an der Gölsen
Rohrbach an der Gölsen è un comune austriaco di 1 579 abitanti nel distretto di Lilienfeld, in Bassa Austria.

## Geografia
Le comuni catastali sono Bernreit, Durlaß, Oberrohrbach, Prünst e Unterrohrbach.